# Суліно (Старгардський повіт)
Суліно (пол. Sulino, нім. Goldbeck) — село в Польщі, у гміні Маряново Старгардського повіту Західнопоморського воєводства.
Населення — 448 осіб (2011).
У 1975-1998 роках село належало до Щецинського воєводства.

## Демографія
Демографічна структура станом на 31 березня 2011 року:
|          | Загалом | Допрацездатний вік | Працездатний вік | Постпрацездатний вік |
| -------- | ------- | ------------------ | ---------------- | -------------------- |
| Чоловіки | 217     | 48                 | 157              | 12                   |
| Жінки    | 231     | 52                 | 147              | 32                   |
| Разом    | 448     | 100                | 304              | 44                   |